# 재향군인의 날 (대한민국)
재향군인의 날은 10월 8일이다. 국가보훈처 주관으로 재향군인 상호간의 친목을 도모하고 국가발전에 관련된 행사를 개최하는 대한민국의 기념일이다. 1965년부터 2002년까지는 5월 8일이었으나 어버이날과 중복되는 문제가 제기되어 대한민국 제대장병 보도회의 명명일인 10월 8일로 변경하였다.